# Пунта-Дельгада (маяк)
Маяк Пунта-Делгада или Алегранса (исп. Faro de Punta Delgada o Faro de Alegranza) — действующий маяк XIX века на испанском острове Алегранса, входящем в состав Канарских островов. Алегранса расположен на севере островов Лансароте, входящих в состав архипелага Чинихо, в пределах муниципалитета Тегисе.

## История
Пунта-Делгада был одним из первых маяков, построенных в рамках первоначального плана морского освещения Канарских островов. Спроектированное инженером Хуаном де Леоном-и-Кастильо, строительство началось в 1861 году и маяк был введен в эксплуатацию в 1865 году.
Построенный в неоклассическом стиле, как и другие канарские маяки XIX века, он состоит из побеленного одноэтажного здания с каменной кладки из темной вулканической породой, на мысе в восточной части Алегранса. Свет исходит из комнаты со световым прожектором (англ. lantern room) на вершине каменной башни высотой 15 метров, примыкающей к главному зданию со стороны моря.
Маяк был спроектирован для двух смотрителей и их семей, и имеет центральный внутренний двор или патио. В центре двора находится цистерна, собирающая осадки с крыш зданий. Этого было недостаточно для питания двух семей из-за редкого количества осадков на острове, поэтому в 20 метрах от маяка был построен колодец для сбора и хранения воды с горы.
И дом смотрителя, и башня являются частью архитектурного наследия Канарских островов и были зарегистрированы как Bien de Interes Cultural в 2002 году и включены в список провинции Лас-Пальмас. Маяк находится в ведении администрации порта провинции Лас-Пальмас. Он зарегистрирован под международным номером Адмиралтейства D2772 и имеет идентификатор NGA 113-24076